# Área 51 (videojuego)
Area 51 es un videojuego arcade de pistola de luz lanzado por Atari Games en 1995. Este toma su nombre de las instalaciones militares de Área 51.

## Descripción general
El argumento del videojuego implica al jugador (Peterson) participando en una incursión militar de STAAR para prevenir a los extraterrestres, conocidos como el Kronn, y zombis creados por aliens para tomar el control de las instalaciones militares del Área 51, avanzando a niveles más difíciles conforme juegue

## Versiones
En 1996, el videojuego fue portado a la PlayStation, Saturn, y PC. Este fue relanzado para la PlayStation en 2001 por Midway Games como parte de su gama Midway Classics. Tiger Electronics más tarde desarrolló una miniatura, versión portátil del juego con una pantalla LCD y pistola de luz pequeña.